# 제일기획
제일기획(第一企劃, 영어: CheilWorldwide)은 대한민국의 광고대행 업체이다. 텔레비전, 라디오, 신문, 잡지 등 4매체 광고뿐만 아니라 조사 및 컨설팅, PR, 스포츠마케팅, 전시, 이벤트 등의 프로모션 사업, 뉴미디어사업에 이르기까지 커뮤니케이션의 전 분야에 진출해 있는 마케팅 커뮤니케이션 회사이다. 브랜드 자산을 통합적으로 관리하는 B-마스터, 미디어 전략모델인 C-맵 등 클라이언트의 마케팅 전략을 수립하는 데 있어 고유한 자체 전략모델을 개발, 적용하고 있다.
제일기획은 설립 이후 대한민국 광고산업의 성장을 주도해 왔으며, 해외 선진 광고회사와의 업무제휴를 통해 선진 광고 마케팅 기법 도입과 전문 광고인 육성, 새로운 커뮤니케이션 영역 창출 등을 통해 국내 광고 시장에 기여해 왔다. 2000년대부터는 글로벌시장 공략에 중점을 두어, 2008년 영국 광고회사 BMB 인수를 시작으로, 2009년 미국의 디지털 회사 바바리안 그룹, 2012년에는 중국의 브라보와 미국의 맥키니, 중국의 온라인 회사 펑타이, 영국의 쇼퍼마케팅 전문회사 아이리스 등 경쟁력 있는 독립 광고 회사를 꾸준히 인수하며 글로벌 마케팅 역량을 강화시켜 왔다. 2017년 기준으로 443객에 7개52개 네트워크를 운영하고 있다.
제일기획은 대한민국 최초로 칸 국제광고제 은사자상(1991년)과 금사자상(1997년), 그랑프리상(2011년)을 수상하는 등 세계 유수의 광고제와 대한민국 광고대상 등에서 많은 수상 실적을 기록하고 있다. 또한 2002년 FIFA 월드컵 개막식, APEC 2005 문화 행사 등 국가적인 이벤트를 주관하는 등 다양한 사업을 펼치고 있다. 본사는 서울특별시 용산구 이태원로 222 (한남동)에 있다. 또한 매년 대학생 광고 공모전인 '제일기획아이디어페스티벌'을 개최하고 있다.

## 연혁
- 1973년: 삼성그룹의 하우스에이전시(모기업이 있는 광고대행사를 뜻하며 주로 모기업의 광고를 집행)로 설립
- 1973년: 일본 광고기획사인 하쿠호도와 업무 제휴 체결
- 1975년: 해당 그룹에서 집행한 <골덴텍스> 광고(제일모직)가 제 3회 한국방송대상 방송윤리위원장상(광고 부문) 수상[1]
- 1977년: 광고 취급고 100억 원 달성
- 1977년: 대한민국 최초로 소비자 조사를 실시하고 소비자의 '매체 접촉 형태', '라이프스타일', '제품 구매 실태' 등을 종합적으로 분석해 광고 기획에 활용
- 1979년: 광고연감을 발간
- 1987년: 취급고 1000억 원 달성
- 1989년: 브라질의 보젤과 합작회사 제일보젤 설립
- 1991년: 대한민국 기업으로는 최초로 칸 국제광고제 은사자상 수상
- 1998년: 주식을 증권거래소에 상장
- 2000년: 보젤과의 합작 관계를 정리하고, 일본 하쿠호도와 합작해 하쿠호도제일 설립
- 2002년: 2002년 FIFA 월드컵 개막식 행사를 수행, 11월: 취급고 1조 원 달성
- 2007년: 취급고 2조 원 달성
- 2009년: 대한민국 광고대상 3년 연속 수상[2]

## 스포츠사업 부문
제일기획은 2002년 FIFA 월드컵과 같은 메이저 대회 등의 풍부한 스포츠 마케팅 경험을 이용하여 삼성스포츠단 산하의 스포츠팀들의 스포츠 마케팅을 전담하고 있으며, 2014년부터는 수원 삼성 블루윙즈를 시작으로 삼성그룹 내의 프로 스포츠단을 전부 총괄한다.
- 수원 삼성 블루윙즈 (축구)
- 서울 삼성 썬더스 (남자 농구)[3]
- 용인 삼성생명 블루밍스 (여자 농구)
- 대전 삼성화재 블루팡스 (배구)
- 삼성 라이온즈 (야구)